# Flieden
Flieden è un comune tedesco di 8 673 abitanti,, situato nel land dell'Assia.